# استفان ادبری
استفان ادبری (سوئدی: Stefan Edberg؛ زادهٔ ۱۹ ژانویهٔ ۱۹۶۶) یک تنیس‌باز بازنشسته اهل سوئد است.جزو معدود افرادی است که هم در تنیس تک نفره و هم دو نفره برای مدتی رتبه یک جهان را داشته است. استفان ادبری پس از بازنشستگی از ژانویه ۲۰۱۴ تا دسامبر ۲۰۱۵ مربی راجر فدرر بود.